# عبد الحميد المدارشاهي
عبد الحميد بن رستم علي المدارشاهي (1285 - 1338 هـ / 1869 - 1920 م) هو عالم بنغالي مسلم سني. كان أحد الذين نشروا الحركة الديوبندية إلى البنغال ، وشارك في تأسيس الجامعة الأهلية دار العلوم معين الإسلام عام 1313 هـ.

## سيرته الذاتية
هو المجاهد الملّة، الإمام الفقيه، العلّامة الكبير، المدعو بـ عبد الحميد بن الشيخ المُنْشي رستم علي المَدارشاهي الجاتجامي، الملقب بفخر الإسلام، ولد عام 1285 هـ قرية مَدارْشاه بمضافة هَاتْهَزَاري، بمديرية جاتجام، البنغال.
كان من سلالة الشيخ محمد بن حفيظ العربي الذي وصل إلى ميناء جاتجام قبل قرون، واستقر في محلة جَهان آباد بمضافة سيتاكُنْدَه. نتيجة لوباء محلي، هاجر الشيخ مراد من هذه العائلة إلى قرية بارو أولياء. استقر سليله الشيخ شمشير علي التعلقدار في قرية والدته مَدارشاه.
بدأ تعليم المدارشاهي المبكر في منزله ولاحقًا في الكتاب المحلي، حيث حصل على التعليم الديني وتعلم القرآن. ثم التحق بالمدرسة الابتدائية المحلية حتى الصف الخامس، ثم التحق لاحقًا بمدرسة المحسنية (الإسلامية) في مدينة جاتجام. ويقال أنه كان يتصدر امتحانات الفصل كل عام في المدرسة المحسنية.  وأكمل كتباً مثل مشكاة المصابيح في هذه المدرسة. 

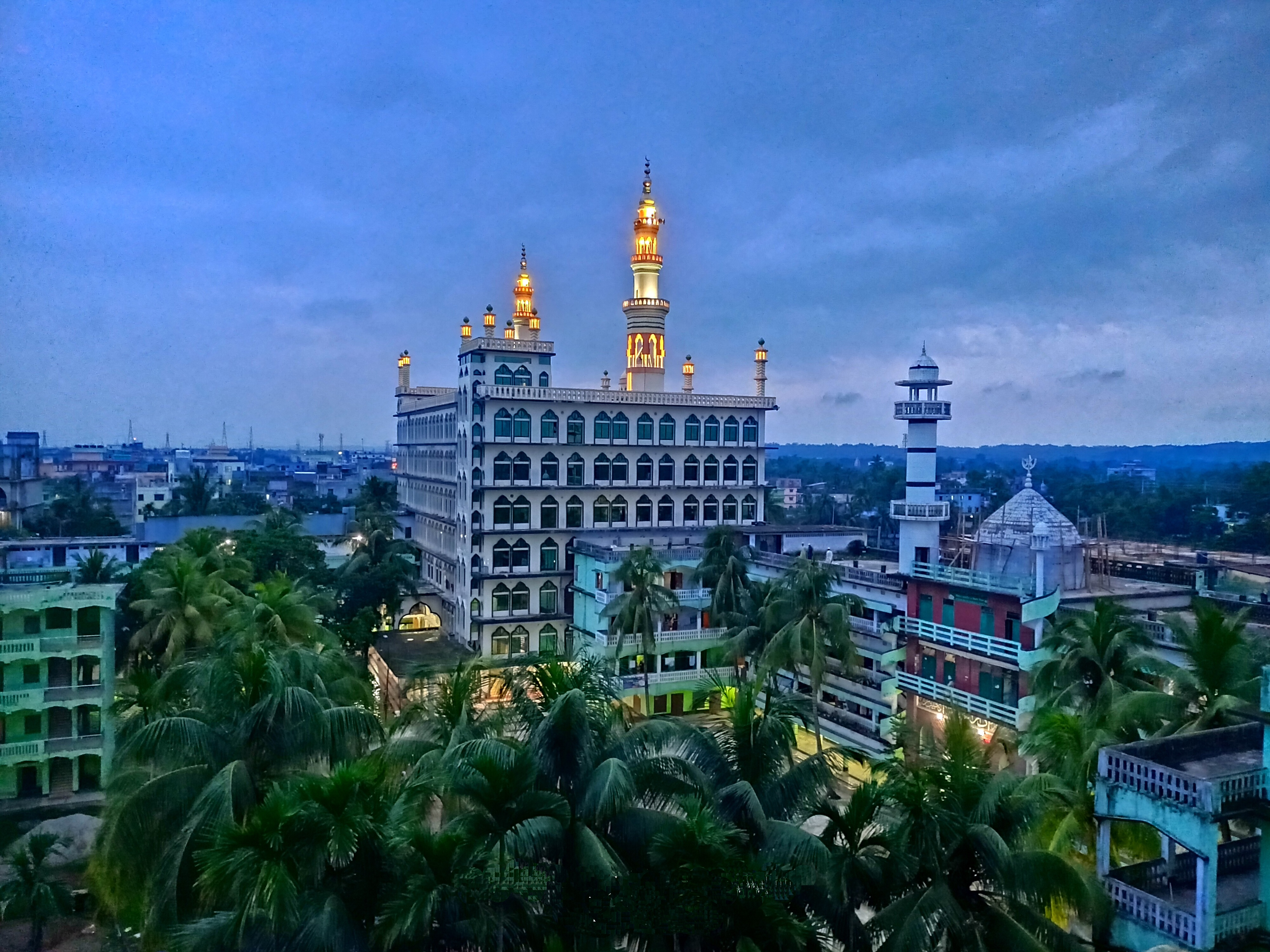
الجامعة الأهلية دار العلوم معين الإسلام هي أكبر مدرسة دينية في بنجلاديش ، وتصنف من بين أفضل عشر مدارس دينية في شبه القارة.

خلال فترة وجوده في المدرسة المحسنية، تعرف المدارشاهي على عبد الواحد البنغالي وتأثر به كثيرًا، وتعاون في النهاية في حركته الإصلاحية. شارك في العديد من الندوات الدينية ومؤتمرات المناظرة، وأصبح يُعرف بالمناظر. بعد ذلك، حصل على لقب 'فخر الإسلام'.  منذ وقت مبكر جدًا، أسس مكتبًا صغيرًا في الخندقية حيث قدم التعليم الديني للأطفال، وكذلك كبار السن. كما لعب المدارشاهي دورًا مهمًا في إنشاء المدارس في مجالات أخرى.
في عام 1896 م، شارك في تأسيس الجامعة الأهلية دار العلوم معين الإسلام مع عبد الواحد البنغالي والصوفي عزيز الرحمن وحبيب الله القرشي ، بعد أن أدرك أهمية وجود مدرسة في البنغال الاستعمارية.  تأسست المدرسة بمساعدة السكان المحليين أيضًا.  كما أنشأ المدارشاهي مدرسة كبيرة أخرى في منطقة فَتحفُور المجاورة، تُعرف باسم الجامعة الحميدية ناصر الإسلام. 
توفي المدارشاهي في 31 مارس 1920.  كان لديه ولدان. العلامة الشيخ محمد إسماعيل والمفتي الشيخ محمد يوسف.

## مؤلفاته
كتب المدارشاهي العديد من الأعمال المتعلقة بالإسلام. وتشمل هذه: 
1. تحفة المؤمنين
2. مسائل رمضان
3. فضائل عيدكاه
4. فضائل اعتكاف